# Aktivní okraj

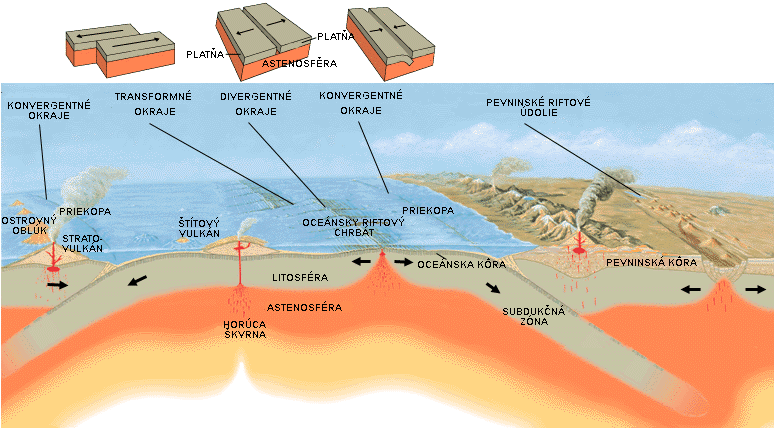
Typy okrajů tektonických desek: aktivní, pasivní, transformní

Aktivní okraj nebo konvergentní/destruktivní okraj desky je oblast přibližování se dvou litosférických desek spojená s jejich subdukcí, případně kolizí. V důsledku působení napětí, tření, a tání plášťových hmot jsou tyto oblasti běžně spojeny s rozsáhlými zemětřeseními a vulkanismem. Jsou rozeznávány 3 typy konvergentních okrajů:
- oceán – oceán
- oceán – kontinent
- kontinent – kontinent

## Typy konvergentních okrajů

### Konvergence oceán – oceán

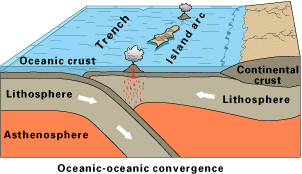
Oceán – oceán

Při styku dvou oceánských desek, které se pohybují proti sobě, dochází k jejich vzájemnému podsouvání – subdukci. Při tomto ději se obvykle starší deska podsouvá pod mladší. Projevem podsouvání desek na dně oceánu je oceánský příkop. Litosféra, původně tvořící oceánské oblasti je prosycena vodou a při podsouvání a zvyšování tlaku a teploty se z ní voda uvolňuje směrem do nadložních desky. Přísun vody (ale i CO2) způsobuje v nadložní desce změny, které ovlivňují rovnovážné podmínky již existujících hornin a materiálu astenosférického klínu (prostory astenosféry nad subdukční zónou). Ve větší hloubce mohou způsobovat jejich opětovné tavení, tento jev se nazývá parciální tavení. Roztavené magma, které je lehčí než okolní chladnější hornina, proniká výše, pokud se dostane až na povrch, vzniká vulkanický ostrovní oblouk. Vulkanické oblouky mají převážně bazické až intermediální, ale poměrně alkalické magma, které vzniká štěpením jednoduchého magmatu z astenosférického klínu nad subdukční zónou.
Kromě vzniku ostrovního oblouku, může při subdukci tohoto typu docházet i k ústupu (anglicky roll-back) subdukční zóny směrem od ostrovního oblouku, to může mít za následek extenzi v nadložní desce a ke vzniku zaobloukové pánve. Při konvergenci také může docházet k zachytávání sedimentů nebo nerovností (např. podmořských sopek) z nadložní desky a vzniká akreční klín (akreční prizma). V případech, že akreční prizma nevzniká, nazývá se toto „erozivní okraj“, dochází při tom k tzv. subdukční erozi, která může přispívat ke vzniku předobloukových pánví.

### Konvergence oceán – kontinent

Oceán – kontinent

V případě, že dojde ke konvergenci oceánské a kontinentální kůry, subdukuje vždy čedičová oceánská kůra, která je těžší než granitoidní kůra kontinentů. Specifikem takové konvergence je to, že oceánská deska nedeformuje kontinent přímo. Dochází k tzv. nekolizní deformaci, která vzniká pokud dochází ke kompresi v nadložní desce. Opačným případem je, pokud dochází k ústupu subdukční zóny směrem od kontinentu, což je doprovázeno extenzí v nadložní kontinentální desce a vznikem zaobloukové nebo retro-arc pánve.
Jevem, který doprovází konvergentní rozhraní kontinentů s oceánskou deskou je intermediální, převážně andezitový, dacitový až ryolitový vulkanismus. Vulkanismus je podobně jako při vzniku oceánských ostrovů způsoben únikem vody ze subdukované desky, která způsobuje v astenosférickém klínu nad subdukční zónou natavování hornin. Na rozdíl od oceánských ostrovních oblouků, je magma intermediální až kyselé (tedy kyselejší než bazické), protože je obohaceno o kyselý (na křemen bohatý materiál) z kontinentální desky, jíž prochází.

### Kolize kontinent – kontinent

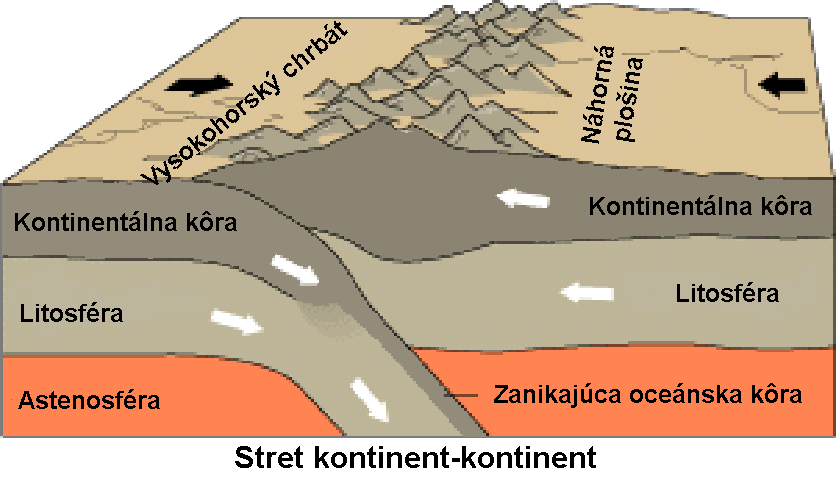
Kontinent – kontinent

Konvergenční okraj třetího typu je kolize dvou kontinentálních litosférických desek. Způsobuje ji kompletní pohlcení oceánské litosféry v subdukční zóně a následné srážce přibližujících se kontinentů. Subdukující oceánská kůra s sebou částečně táhne do subdukční zóny i část přilehlého kontinentu, který se tak podsouvá pod nadloží kontinentální desku. Dochází k zdvojení tloušťky kůry, dalekosáhlým násunům, představujícím často velmi rozsáhlé příkrovy. Ve spodní desce také dochází ke vzniku okrajové pánve předpolí (předhlubně), která se prohýbá před čelem nasouvaných bloků a je vyplňována horninami erodovanými z čela orogénu.
Stavba takových orogenních oblastí je však podélně velmi variabilní a vyznačuje se mnoha odchylkami.

## Sedimentace v konvergentních rozhraních
Na základě různorodosti zachování sedimentů se rozlišuje erozní a akreční aktivní okraj. Akreční okraj je typický narůstáním množství sedimentů a je představován akrečním prizmatem. Erozní okraj je stabilní nebo zmenšující se. Eroze vzniká působením topografie podloží, např. oceánských ostrovů, okrajů transformních zlomů nebo jiných nerovností vznikajících na nořící se desce v důsledku jejího ohybu před vstupem do subdukční zóny. Dalším způsobem vzniku eroze je eroze vysokým tlakem pórových fluid, která se projevuje buď reaktivací a migrací zón odlepení směrem z podloží do nadloží nebo frakturací hornin pórovými fluidy a vznikem melanží.